# 黄卵蛤
黄卵蛤（学名：Pitar crocea），是帘蛤目帘蛤科卵蛤属的一种。主要分布于中国大陆，常栖息在潮间带下部、砂泥底质。